# Línguas austro-asiáticas
As línguas austro-asiáticas constituem uma extensa família de línguas do Sudeste asiático, abrangendo também algumas partes da Índia e Bangladesh. O nome austro-asiático provém da palavra latina para "sul" e do nome grego 'Ásia', significando "do Sul da Ásia". Dentre essas línguas, apenas o vietnamita, o khmer (cambojano), e o mon possuem um longo registro escrito, e apenas o vietnamita e o khmer possuem o status de língua oficial (no Vietnã e Camboja respectivamente). O restante das línguas é falado por grupos minoritários.
As línguas austro-asiáticas possuem uma distribuição irregular na Índia, em Bangladesh e no Sudeste asiático, separadas por regiões onde outras línguas são faladas. É amplamente aceito que as línguas austro-asiáticas são línguas autóctones do Sudeste asiático e do leste do subcontinente indiano e que as outras línguas da região, incluindo as línguas indo-européias, tai-kadai, dravídicas, e sino-tibetanas, são resultado de migração populacional. (Há, por exemplo, palavras austro-asiáticas nas línguas tibeto-burmesas do leste do Nepal). Alguns linguistas têm tentado provar que as línguas austroasiáticas estão relacionadas às línguas austronésias, assim formando a superfamília áustrica.

## Classificação
Os linguistas tradicionalmente reconhecem duas divisões primárias do austro-asiático: as línguas mon-khmer do sudeste asiático, nordeste da Índia e Ilhas Nicobar, e as línguas munda do leste indiano, Índia Central e Bangladesh. O Ethnologue identifica 168 línguas austroasiáticas, das quais 147 são mon-khmer e 21 são munda. No entanto, nenhuma evidência para essa publicação tem sido publicada, e é possível que a classificação linguística tenha sido influenciada pela percepção subjetiva de pesquisadores de uma dicotomia racial os falantes das línguas que têm sido tradicionalmente classificadas como mon-khmer e aquelas que têm sido classificadas como munda. [carece de fontes?]
Cada uma das famílias escritas em negrito é aceita como um conjunto válido. No entanto, as relações entre as famílias autroasiáticas é debatida; em adição à classificação tradicional, são dadas duas novas propostas, nenhuma das quais aceita a composição tradicional do grupo mon-khmer como unidade válida.[carece de fontes?]

### Gérard Diffloth (1974)
Essa é a classificação mais aceita, usada na Encyclopædia Britannica. Muitas línguas que não eram conhecidas na época foram excluídas. 
- Munda
  - Munda setentrional
    - Korku
    - Kherwarian

  - Munda meridional
    - Kharia-Juang
    - Koraput Munda
- Mon-Khmer
  - Mon-Khmer oriental
    - Khmer (cambojano)
    - Peárico
    - Bahnárico
    - Katuico
    - Viético (inclui vietnamita)

  - Mon-Khmer setentrional
    - Khasi (Meghalaya, Índia)
    - Palaungico
    - Khmuico

  - Mon-Khmer meridional
    - Mon
    - Asliano (Malaya)
    - Nicobareses (Ilhas Nicobar)

### Ilia Peiros (2004)
Peiros é uma classificação lexicostatística, baseada em porcentagens de vocabulários em comum. Isso significa que a língua pode parecer mais distante a uma língua relacionada do que de fato é devido ao contato linguístico(ou a falta dele), esse é apenas o ponto de partida desse tipo de classificação genealógica.
- Nicobaresense
- Munda-Khmer
  - Munda
  - Mon-Khmer
    - Khasi
    - Mon-Khmer nuclear
      - Mangico (mang + palyu) (talvez pertencentes ao MK setentrional)
      - Vietico (talvez pertencentes ao MK setentrional)
      - Mon-Khmer setentrional
        - Palaungico
        - Khmuico'

      - Mon-Khmer central
        - Khmer
        - Peárico
        - Asli-Bahnárico
          - Asliano
          - Mon-Bahnárico
            - Mônico
            - Katu-Bahnárico
              - Katuico
              - Bahnárico

### Gérard Diffloth (2005)
Mais do que enumerar cognatos, Diffloth compara reconstrução de vários clades, e se atém a classificá-los baseado em inovações em comum.
- Línguas munda (Índia)
  - Koraput: 7 línguas
  - Línguas munda nucleares

- Khariano-Juang: 2 línguas
- Línguas mundas setentrionais

Korku
Kherwarian: 12 línguas
- Línguas khasi-khmuicas
  - Khasiano: 3 línguas do leste da Índia e Bangladesh.
  - Línguas palaungo-khmuicas

- Khmuico: 13 línguas do Laos e Tailândia.

- Línguas palaungo-pakanicas

Pakanico ou Palyu: 2 línguas do sul da China
Palaungico: 21 línguas de Myanmar, sul da China, e Tailândia, mais a língua mang do Vietnã.
- Línguas mon-khmer nucleares
  - Línguas khmero-viéticas

- Línguas vieto-katuicas

Viético: 10 línguas do Vietnã e Laos, incluindo o vietnamita, que possui mais falantes que qualquer outra língua austro-asiática. Essas são as únicas línguas austro-asiáticas que desenvolveram sofisticados sistemas tonais. 
Katuico: 19 línguas do Laos, Vietnã, e Tailândia.
- Línguas khmero-bahnaric

- Bahnárico: 40 línguas do Vietnã, Laos, e Camboja.
- Línguas khméricas

Os Dialetos khmer do Camboja, Tailândia, e Vietnã.
Peárico: 6 línguas do Camboja.
- Línguas nico-monicas

- Nicobarense: 6 línguas das Ilhas Nicobar, um território da Índia.

- Línguas asli-monicas

Asliano: 19 línguas da Malásia peninsular e Tailândia.
Mônico: 2 línguas, a língua mon de Myanmar e a nyahkur da Tailândia.
Há em adição várias línguas não classificadas no sul da China.